# Androsace selago
Androsace selago là một loài thực vật có hoa trong họ Anh thảo. Loài này được Hook.f. & Thomson ex Klatt mô tả khoa học đầu tiên năm 1863.